# Baruch Shmailov
Baruch Shmailov –en hebreo, ברוך שמאילוב– (nacido el 9 de febrero de 1994) es un deportista israelí que compite en judo. Participó en los Juegos Olímpicos de Tokio 2020, obteniendo una medalla de bronce en la prueba de equipo mixto.

## Palmarés internacional
| Juegos Olímpicos | Juegos Olímpicos | Juegos Olímpicos  | Juegos Olímpicos |
| Año              | Lugar            | Medalla           | Categoría        |
| ---------------- | ---------------- | ----------------- | ---------------- |
| 2020             | Tokio (Japón)    | Medalla de bronce | Equipo mixto     |